# Муравчий (Гомельский район)
Муравчий (бел. Мура́ўчы) — посёлок в Тереничском сельсовете Гомельского района Гомельской области Республики Беларусь.

## География

### Расположение
В 15 км от железнодорожной станции Прибор (на линии Калинковичи — Гомель), 25 км на запад от Гомеля.

### Гидрография
На реке Уза (приток реки Сож).

## Транспортная сеть
Рядом автодорога Жлобин — Гомель. Застройка деревянная усадебного типа.

## История
Основан в начале XX века как хутор в Гомельском уезде Могилёвской губернии В 1926 году в Уваровичском районе Гомельского округа. В начале 1930-х годов жители вступили в колхоз. Во время Великой Отечественной войны 7 жителей погибли на фронте. В 1959 году в составе колхоза «Красная площадь» (центр — деревня Телеши).
До 1 августа 2008 года в составе Телешевского сельсовета.

## Население

### Численность
- 2004 год — 3 хозяйства, 7 жителей.

### Динамика
- 1926 год — 18 дворов, 98 жителей.
- 1959 год — 47 жителей (согласно переписи).
- 2004 год — 3 хозяйства, 7 жителей.